# 戴時宗
戴时宗（1488年—1558年），字宗道，號梁崗（良崗），福建長泰縣人，明朝政治人物。

## 生平
正德八年（1513年）癸酉科舉人，正德九年（1514年）联捷甲戌科进士，授刑部主事，遷吏部，武宗南巡，疏諫忤旨廷杖，罰跪三日。历考功、文选司郎中，嘉靖七年（1528年）八月升太仆寺少卿，十年正月升大理寺左少卿，十一年二月升都察院右佥都御史、总理河道，十二月调任顺天巡抚，令星夜疾速赴任蓟鎮，十二年四月考察致仕。十八年闰七月起用，以原职抚治郧阳等处，二十年（1541年）三月命回院协理，未几巡按福建御史王瑛论劾时宗贪滥不法，宜罢，诏回籍听勘。为官刚正，执法不贷，頗有惠政。嘉靖三十七年（1558年）去世。入祀漳州乡贤祠。

## 著作
著有《朽庵存稿》。

## 家族
父戴昀（1451年-1530年），字正中，号希斋，晚年更号为稼翁，成化十年（1474年）举人，任浙江乐清县知县。敕封吏部考功司主事，赠太仆寺少卿。
时宗曾孙戴燝，万历丙戌进士。戴爝，万历三十四年丙午科舉人。

## 标注
1. ↑  《明世宗肃皇帝实录卷之二百九十五》：嘉靖二十四年闰正月，先是都御史戴时宗以子湖抑夺乡人田产为怨家所奏，有旨令回籍听勘。前福建巡按御史王瑛因劾时宗贪横宜罢，时宗疏辩，并下抚按会勘。于是巡抚虞守愚、巡按何维柏各奏湖所犯虽不系时宗，而故纵之罪亦自难免，诏褫职闲住。
2. ↑  《文昌长泰》编委会编. . 福州：海峡文艺出版社. 2009.10: 48–49. ISBN 978-7-80719-433-0.
3. ↑  杨西北主编. . 福州：海峡文艺出版社. 2010.06: 75–76. ISBN 978-7-80719-472-9.